# Zosterops flavissimus
Zosterops flavissimus (лат.) — вид воробьиных птиц из семейства белоглазковых (Zosteropidae). Повышен в ранге до самостоятельного вида в 2019 году.
Эндемик Индонезии, где встречается только на островах Вакатоби, что лежат к юго-востоку от Сулавеси. От других индонезийских белоглазок представителей этого вида можно отличить по ярко-жёлтому брюшку.
Ранее Zosterops flavissimus считался подвидом молуккской белоглазки (Zosterops chloris), однако давно было известно о репродуктивной изоляции этих птиц от остальной части популяции молуккской белоглазки. Генетическое исследование, проведённое в 2019 году, подтвердило самостоятельность вида.